# Fabre Geffrard
Pour les articles homonymes, voir Geffrard.
Fabre Geffrard (né le 23 septembre 1806 à Anse-à-Veau - mort le 31 décembre 1878 à Kingston en Jamaïque) est un homme militaire et politique haïtien qui fut président à vie de 1859 jusqu’à sa déposition en 1867, à la suite d'une insurrection provoquant l’installation d’une assemblée constituante.    
Général dans l'armée haïtienne, il sert d'abord le pouvoir boyériste sous la présidence de Jean-Pierre Boyer puis la période dite de doublure, entre 1844 et 1847, avant de prêter serment à l'Empire et à Faustin Soulouque en 1849. Brillant militaire, il reçoit par ce dernier plusieurs commandements, notamment lors des différentes campagnes militaires contre la République dominicaine voisine, et est titré par la suite duc de Tabarre. Après avoir collaboré à un coup d'État pour renverser l'empereur, il est arrêté mais s’évade pour diriger la Révolution de 1859 qui mène à la chute définitive de l'Empire. Il rétablit l'ordre, met en vigueur une version amendée de la constitution de 1816, ce qui lui permet de se faire élire président à vie le 15 janvier 1859.   
La présidence de Geffrard constitua un intermède dans cette période de troubles. Il négocia un concordat avec le Vatican, signé à Rome le 28 mars 1860, ce qui mit fin à la scission entre les catholiques haïtiens et l'Église de Rome. C'est également sous son mandat qu'Haïti fut reconnue par les États-Unis d'Abraham Lincoln le 5 juin 1862. Geffrard développa l'instruction publique primaire et supérieure. Par son code rural de 1863, il instaura la corvée pour réaliser des routes, canaux et fontaines. Il encouragea les exportations de coton et réduisit l’armée de moitié. Mais les finances restaient fragiles. Il dut réprimer plusieurs conspirations, dont celle de Sylvain Salnave au Cap-Haïtien en mai 1865 qui nécessita l’intervention de la marine britannique.   
Devant un soulèvement de toute la région de l’Artibonite et la menace d'un coup d'État militaire, Geffrard démissionna le 13 mars 1867. Un gouvernement provisoire se met en place dans l’attente de l’adoption d’une nouvelle constitution mettant un terme à la présidence à vie.  
Installé en Jamaïque, Geffrard meurt après un nouvel exil en 1878.

## Carrière militaire

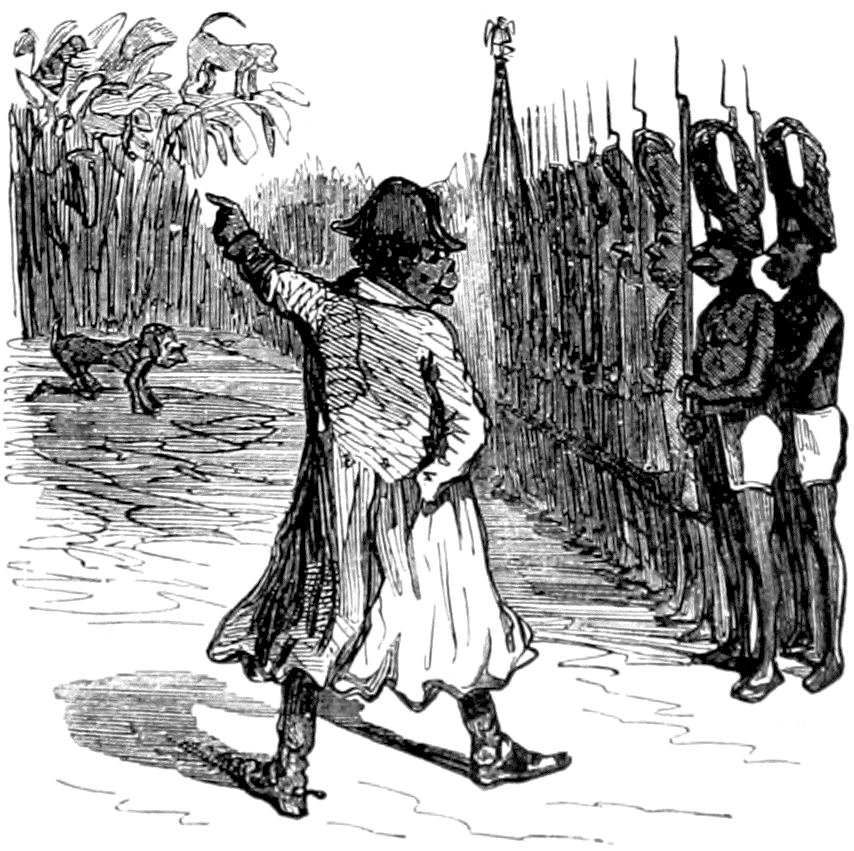
Caricature de Charivari, les guerres de Soulouque contre la République dominicaine.

Son père, le général Nicolas Geffrard, est l'un des pères de l'indépendance d'Haïti et meurt quelques semaines après sa naissance. Fabre Geffrard est alors adopté par son oncle, le colonel Fabre. Geffrard quitte le collège de la ville des Cayes en 1821 et s'enrôle dans l'armée. Quand le général Rivière Hérard engage une rébellion contre le dictateur Jean-Pierre Boyer en 1843, Geffrard le rejoint et est nommé lieutenant-colonel. Il est ensuite envoyé dans la ville de Jérémie où il bat les troupes de Boyer qu'il poursuit jusque dans la  péninsule de Tiburon. Après ce triomphe militaire il est élevé au grade de général de brigade en 1844. Le nouveau président à vie, Jean-Baptiste Riché, craint la popularité de Geffrard, et le fait arrêter pour essayer de le traduire en justice, mais la cour martiale l'acquitte faute de charge suffisante. En 1849, sous le règne de Soulouque, Geffrard commande une expédition contre la République dominicaine au cours de laquelle il est blessé à la bataille d'Azua. Il occupe les plus hautes fonctions dans l'armée sous le gouvernement de Faustin Soulouque et sous l'Empire. En 1849, Soulouque, devenu l'empereur Faustin Ier, le nomme au commandement d'une division de l'armée lors de la première guerre contre Saint-Domingue (aujourd'hui la République dominicaine), dans laquelle il a acquis la renommée par sa victoire à La Tabarra. Lors de la deuxième guerre contre Saint-Domingue (1856) le général Geffrard se distingue à plusieurs reprises, notamment grâce à l'habile direction de l'artillerie à Banico. Il est ainsi titré duc de Tabarre pour ses succès militaires. Mais se dissociant de ce régime devenu impopulaire, Geffrard est menacé par l'empereur Faustin Ier d'arrestation. Mis aux arrêts, il s'échappe et organise une révolution, qui conduit à la chute de l'Empire. Le 15 janvier 1859, quelques minutes après l'abdication de l'empereur Faustin Ier, il proclame le retour à la Constitution de 1816 et se fait élire président à vie. 

## Président à vie

### Le règne de Geffrard

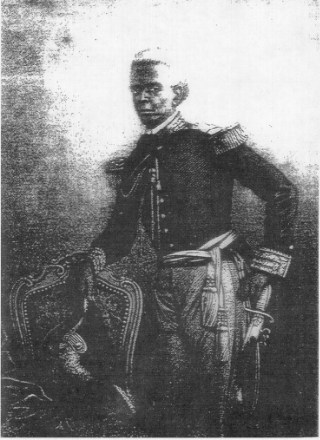
Portrait de Fabre Geffrard, président à vie.

Après la chute de l'Empire, Geffrard prend le pouvoir suprême et rétabli la présidence à vie, en vigueur entre 1816 et 1849. Dès sa venue au pouvoir, Geffrard est très populaire. Il tente de s'imposer comme l'unique représentant du peuple et modifie les institutions et fait adopter une nouvelle version amendée de la constitution. C'est les débuts d’une nouvelle dictature qui s’impose dans un contexte de rejet des partisans de Soulouque et des partisans républicains réclamant la fin de la présidence à vie, comme le général Sylvain Salnave.  

### Politique étrangère
En 1859, le président tenta pour la première fois de négocier avec la République dominicaine, alors sous le régime de Pedro Santana. Malheureusement, en mars 1861, Santana signa un traité avec l'Espagne qui aboutit à l'établissement d'un protectorat espagnol sur le pays, ce qui a rendu les autorités haïtiennes inquiètes quant à la possibilité de rétablir le pouvoir européen à leurs frontières. En mai de cette année, la guérilla a éclaté en République dominicaine. Geffrard a envoyé plusieurs troupes pour soutenir les rebelles contre les troupes espagnoles. Mais en juillet 1861, l'Espagne lança un ultimatum à Haïti pour sa participation et son soutien aux rebelles dominicains. À la fin, Geffrard dut accepter de se rendre aux demandes espagnoles et a abandonné toute intervention sur le territoire dominicain. Cet épisode a laissé beaucoup d'Haïtiens humiliés et en colère contre Geffrard parce qu'il s'était retiré devant un pays européen alors que le régime impérial de Faustin Ier ne l'aurait jamais toléré.

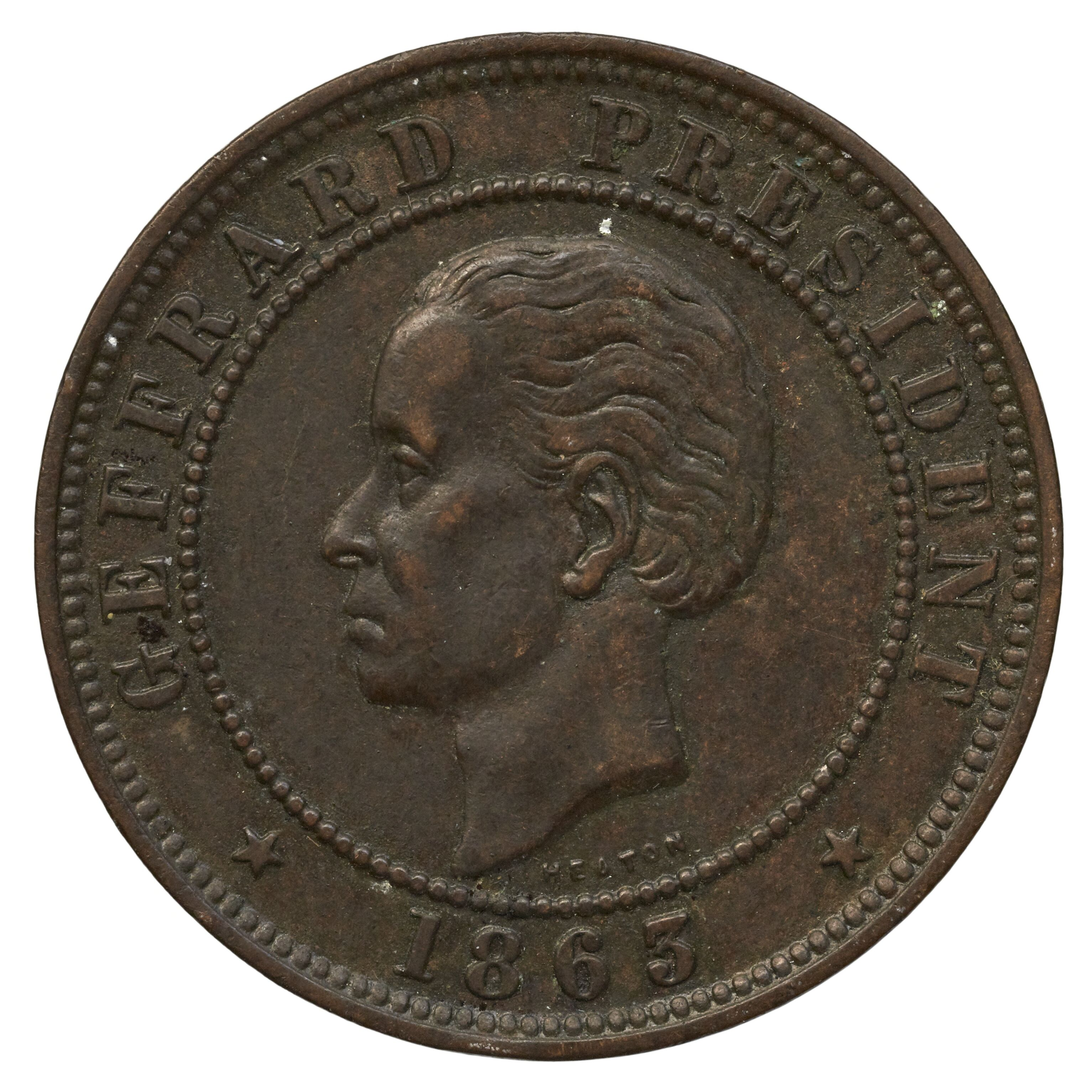
Pièce de monnaie à l'effigie de Geffrard (1865).

Geffrard, comme de nombreux Haïtiens, a soutenu le mouvement abolitionniste aux États-Unis et a organisé des obsèques officielles pour l'abolitionniste John Brown, qui a été pendu pour avoir dirigé une insurrection armée contre le gouvernement des États-Unis en 1859. Avec la sécession du sud États dans la guerre civile américaine, Haïti a été reconnu diplomatique par les États-Unis. Pendant la guerre, les autorités coloniales espagnoles et britanniques à Cuba, aux Bahamas et en République dominicaine, ont ouvertement pris parti pour la Confédération, hébergeant des pillards du commerce et des bloqueurs de la Confédération. En revanche, Haïti était la seule partie des Caraïbes où la marine des États-Unis était la bienvenue, et Cap-Haïtien servait de quartier général à son escadron des Indes occidentales, qui contribuait au maintien du blocus de l'Union dans le détroit de Floride. Haïti a également profité de la guerre pour devenir un important exportateur de coton aux États-Unis, et Geffrard a importé des techniciens pour accroître sa production. Cependant, les récoltes ont échoué en 1865 et 1866 et, à ce moment-là, les États-Unis exportaient à nouveau du coton.

### Tensions et crises politiques

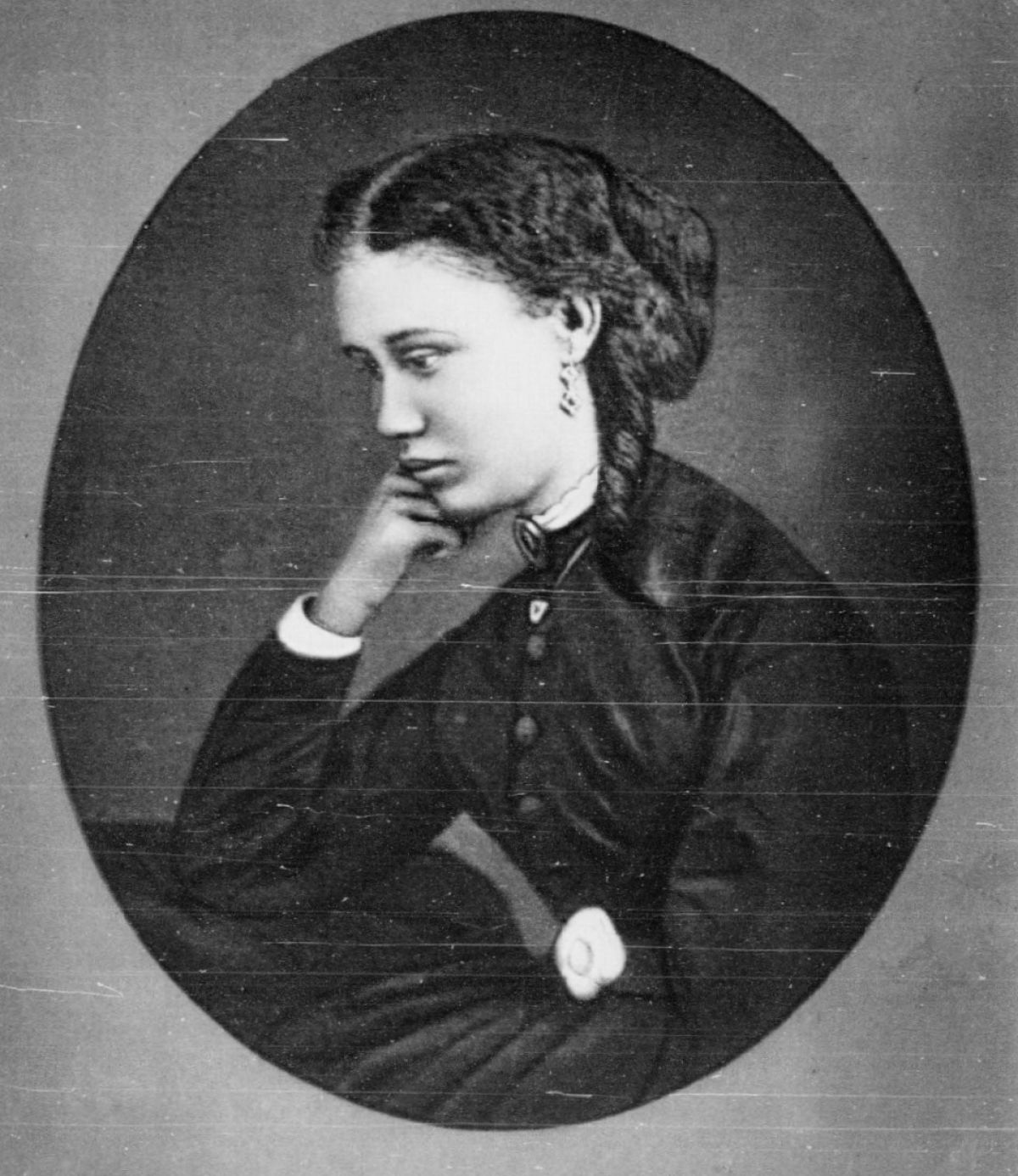
Cora Manneville-Blanfort, née Cora Geffrard, fille du président, assassinée en septembre 1859.

Dès le huitième mois de la présidence de Geffrard, l'ex-ministre de l'Intérieur de Faustin Ier, Guerrier Prophète, a commencé à exposer son plan pour renverser Geffrard. Heureusement pour Geffrard, son plan fut repris par ses espions, et Prophète fut arrêté et exilé. En septembre 1859, Cora Manneville-Blanfort, la fille de Geffrard, fut assassinée par Timoléon Vanon. En 1861, le général Legros a tenté de reprendre le stockage des armes, mais a été arrêté par les forces gouvernementales. En 1862, Etienne Salomon tenta de rallier la communauté rurale à lui contre Geffrard, mais il fut tué par balle. En 1863, Aimé Legros rassemble des troupes pour renverser Geffrard, mais ses troupes le trahissent et il est abattu.    
En 1864, la communauté d'élite de Port-au-Prince tenta de prendre en charge le stockage des armes, mais les conspirateurs ont ensuite été poursuivis et condamnés à une peine de prison. En 1867, certains lieutenants de Geffrard le trahirent et tentèrent de l'assassiner à l'intérieur du palais national, ce qui échoua.   
Devant ces différentes tentatives de coups d'État, Geffrard est contraint de réagir par la force, renforçant ainsi son pouvoir personnel et sa mainmise sur le pays.  

## Chute et fin de vie
En 1865, le général Sylvain Salnave entreprend sa prise de contrôle du nord et de l’Artibonite. Le 15 mai, Geffrard et ses troupes s'affrontent aux troupes de Salnave. Après avoir reçu l'aide de la marine britannique, Geffrard peut rétablir l'ordre et Salnave est exilé. 
Mais les tensions ne cessent de monter dans le pays, tandis que les partisans de Salnave réclament son retour et menacent de perpétrer un coup d'État. En mars 1867, Geffrard accepte de quitter le pouvoir. La constitution est alors suspendue et un gouvernement provisoire, dirigé par le général Nissage Saget, se met en place.  
Geffrard part en exil à Kingston en Jamaïque après l'adoption de la constitution républicaine de 1867 qui abolit la présidence à vie, et permet à Salnave de s'emparer des pleins pouvoirs. Geffrard demeure en exil et meurt à la Jamaïque en 1878.